# Šišunágové
Šišunágové, též Šaišunágové, byla vládnoucí dynastie, která podle tradice založila v roce 684 př. n. l. Magadhskou říši. Jejím hlavním centrem byla Rádžagrha (dnešní Rádžgir) a později Patáliputra, která se dnes nachází nedaleko Patny. Během vlády Šišunágů působil Buddha i Mahávíra. Zprávy o králích šišunágovské dynastie se dochovaly v relativně podrobné podobě v buddhistických textech.

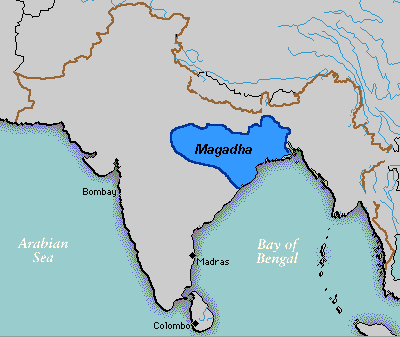
Přibližný rozsah Magadhské říše v 5. století př. n. l.

Podle tradičních podání byl zakladatelem této dynastie král Šišunága (vládl kolem 684 př. n. l.). Jeho asi nejznámějším nástupcem pak byl král Bimbisára (asi 545-346 př. n. l.), který pomocí vojenských výprav i obratné politice rozšířil území Magadhy o sousední mahádžanapady. Důležité bylo dobytí Angy, díky čemuž Magadha převzala kontrolu nad lodním obchodem na Ganze. Po Bimbisárovi nastoupil na trůn jeho potomek Adžátašatru, pod jehož patronací dosáhla šišunágovská Magadha svého největšího rozmachu. Měl vládnout mezi lety 551-519 př. n. l. a za jeho vlády se Magadha utkala v boji se zemí Liččhaviů, kterou nakonec porazila a zabrala její území. V pozdějších letech, ještě za Šišunágů, bylo hlavní město Magadhy přeneseno z Rádžagrhy do Patáliputry. Po skončení vlády Šišunágů se na magadhském trůně usadili Nandovci